# Alliance of Valiant Arms
Alliance of Valiant Arms was een gratis online computerspel in het genre First Person Shooter, uitgegeven door de Koreaanse fabrikant ijji. In 2012 werd het spel overgenomen door Aeria Games en later door En Masse. Het was eerst alleen maar in Zuid-Korea te spelen, maar is tegenwoordig ook in de Verenigde Staten en Europa verkrijgbaar.
Spelers kunnen zich aansluiten bij twee groepen: de EU of de NRF. Doel is het andere team uit te schakelen in verschillende missies.
Speelmodi:
- Annihilation - Twee teams van spelers (EU en NRF) nemen het tegen elkaar op in verschillende omgevingen. Het team dat als eerste een aantal punten bereikt, wint.
- Demolition - Het EU-team moet een C4-bom planten op een door de kaart aangegeven plek, de NRF moet het hele team doden of de bom onschadelijk maken.
- Escort - Het EU-team moet een Leopard-tank begeleiden naar de andere kant van de kaart, het NRF-team moet ze tegenhouden.
- Free For All - Hetzelfde als Annihilation, maar dit keer speelt men individueel, er zijn geen teams.
- Cross Steal - Het EU- en NRF-team moeten een code van elkaar stelen om een nucleaire raket te lanceren. Ongeveer hetzelfde principe als het bekende Capture The Flag.
- Infection - Een speler wordt geïnfecteerd en kan alleen melee-aanvallen uitvoeren. Als tegenstanders geraakt worden raken ze ook geïnfecteerd.

In het spel is het mogelijk om wapens te kopen met speelgeld of AP's. Deze moeten gekocht worden met echt geld.
Er zijn 3 klassen: Point Man, Rifle Man en Sniper.
- Point Man: Sterk bij korte afstanden en tegenover Rifle Man maar zwak bij lange afstanden. Een point man rent tevens het snelst. Wapens: SMG, shotgun en pistool.
- Rifle Man: Sterk bij wat langere afstanden, zwak tegenover Point Man. Riflemans hebben de beste uitrusting wat betreft kevlar e.d. Wapens: assault rifles en pistool.
- Sniper: Sterk op erg lange afstanden, dichtbij zwak tegenover Point Man en Rifle Man, omdat snipers de lichtste kevlar gebruiken. Snipers bewegen slomer dan riflemans. Wapens: sniper en pistool.

## Gameplay
Spelers voegen zich bij de EU-troepen of bij de NRF-troepen en proberen hun missiedoel te bereiken of het team van de tegenstander uit te schakelen. Er zijn drie klassen beschikbaar in A.V.A, elke klasse heeft unieke voor- en nadelen ten opzichte van andere klassen. Spelers kunnen vrij kiezen tussen klassen en ook Class Skills verwerven om de unieke eigenschappen van elke klasse verder te verbeteren.
Alliance of Valiant Arms kent spelers militaire rangen toe op basis van totale ervaring (opgedaan door het spelen van verschillende speltypen en het voltooien van doelstellingen). De stimulansen om hoger te komen zijn onder andere de mogelijkheid om verschillende pantsers, uitrusting en wapens vrij te spelen en te kopen. De belangrijkste valuta in het spel is de euro, die kan worden gebruikt voor aankopen in de winkel, het repareren van wapens, en om deel te nemen aan Capsule Shop tekeningen, die zijn loterijen voor zeldzame apparatuur. Euro's worden verdiend met het voltooien van een wedstrijd, een mogelijke Quick Match-beloning, een bonus die je krijgt bij het kopen van voorwerpen met echt geld. Spelers kunnen ook uitrusting kopen in de winkel met En Masse Points (EMP), die door de speler kunnen worden gekocht met echt geld. Sommige voorwerpen in het spel kunnen alleen worden gekocht met EMP. De meeste voorwerpen in de winkel kunnen worden gekocht voor een vervangbare of permanente duur.
Spelers hadden een aantal opties om hun personages aan te passen, variërend van het selecteren van verschillende personage avatars, uitrusting (armor, granaten, wapens), en zelfs het veranderen van hun wapen kenmerken (schade, bereik, nauwkeurigheid, stabiliteit, vuursnelheid, munitie) door middel van verschillende wapen modificaties. 
Er bestond een in-game clan systeem voor spelers om aan deel te nemen. In plaats van voice chat, konden spelers snel commando's en antwoorden geven aan teamgenoten via sneltoetsen.

## Game modes
Er zijn momenteel 10 game modes in de En Masse versie van A.V.A:
- AI Mission - Een groep van 4 of 6 spelers wordt automatisch toegewezen aan de EU om te overleven en/of missiedoelen te voltooien terwijl ze vechten tegen AI-gecontroleerde NRF.
- Annihilation - Vergelijkbaar met team deathmatch, spelers van twee tegenover elkaar staande teams proberen de score binnen de toegestane tijd te halen.
- Cross Steal - Beide teams hebben de taak om de lanceersleutel van de vijand te bemachtigen en terug te brengen naar hun eigen basis, terwijl ze hun eigen lanceersleutel verdedigen.
- Demolition - De EU-troepen moeten met succes de bom plaatsen en tot ontploffing brengen, of het vijandelijke team uitschakelen om een ronde te winnen. De NRF strijdkrachten moeten het EU team uitschakelen, de bom onschadelijk maken, of de tijdslimiet overleven terwijl ze een bommeninstallatie voorkomen om een ronde te winnen. De sloopmodus was de enige modus die op eSports-evenementen (IESF, AIC) werd gespeeld.
- Domination - Beide teams strijden om de overheersing over een doelwit. Het team met de hoogste dominantiemeter of het team dat het doelwit in handen heeft als beide teams dezelfde meter hebben, wint.
- Escape - EU troepen proberen te ontsnappen naar een wachtende boot (E-boot) of auto (E-space) terwijl NRF troepen proberen hen tegen te houden. De ronde eindigt als het andere team wordt weggevaagd, of als één soldaat de boot haalt.
- Escort - De EU-troepen moeten een tank langs de vijandelijke linies escorteren en repareren als hij wordt uitgeschakeld, terwijl de NRF-troepen de tank moeten beschadigen met RPG's.
- Free For All - Spelers nemen het tegen elkaar op. De wedstrijd eindigt wanneer een speler de vooraf ingestelde score haalt of wanneer de tijd om is, in welk geval de speler met de hoogste score wint.
- Infection - Elke wedstrijd begint met een countdown, waarin de spelers een defensieve positie moeten innemen of een strategie moeten plannen om tegen de zombies te vechten. Als het aftellen is afgelopen, worden een of meer spelers (afhankelijk van het totale aantal spelers in de wedstrijd) willekeurig in zombies veranderd. De menselijke spelers moeten overleven tot de tijd om is, terwijl de zombies alle menselijke spelers moeten infecteren. De willekeurig gekozen infectiespeler moet gewone spelers aanvallen om ze te veranderen in geïnfecteerde spelers.  Daarna zullen de geïnfecteerde spelers aanzienlijk sneller bewegen dan normale spelers en drie keer de gezondheid van de normale spelers behouden. Niet-geïnfecteerde mensen moeten meewerken om te overleven.
- Lastman Standing - Dit is een gratis en open speltype met een nieuwe kaart met een chaotisch spelverloop. Het hoofddoel is om tot het einde te overleven en de laatste overlevende te worden. De map zal leiden tot wapens (inclusief melee wapens), uitrusting en uiteindelijk voertuigen. Ook kan men kisten vinden rond de kaart die een specifieke sleutel vereisen om te openen.

Voor de lancering van A.V.A Global  is er een beperkte selectie van game modes beschikbaar:
- Annihilation
  - Cold Case
  - Dock
  - Shilin Market
  - Chromite
- Breach
  - Casablanca
  - Fury
- Demolition
  - Fox Hunting
  - Hammer Blow
  - Dual Sight
  - Cannon
  - India
  - Aslan
  - Factory
  - Radar

## Komende AVA-spellen
Het spel (AVA Global) zal terugkeren naar Steam op 25 augustus 2022, zoals aangekondigd op hun officiële website. 

## Beëindiging van het spel
Op 5 januari 2012 werd ijji, A.V.A's uitgever in het Westen, verkocht aan Aeria Games die A.V.A tot 2016 bleef uitbaten. Te midden van een dalende spelersbasis werd het contract tussen Red Duck en Aeria Games in 2016 niet verlengd, deels vanwege de weigering van Aeria om te betalen voor een team om deel te nemen aan AIC 2016, A.V.A's grote eSports-toernooi. Als gevolg hiervan migreerde A.V.A in 2016 naar En Masse Entertainment, dat tot 29 juni 2018 service bleef verlenen voor het spel in westerse regio's.
In 2018 onderging Red Duck Inc. een door de rechtbank bevolen herstructurering als gevolg van insolventie. 
Na het faillissement van Red Duck Inc. sloot Tencent AVA in september van 2019. 